# Dionysius von Borgo San Sepolcro
Dionysius von Borgo San Sepolcro, auch genannt Dionysius de Burgo Sancti Sepulchri  oder Dionysius de Robertis, italienisch Dionigi da Borgo San Sepolcro (* zwischen 1280 und 1300 vermutlich in Sansepolcro; † 31. März 1342 in Neapel) war ein Augustinermönch, Lehrer Boccaccios, Beichtvater und Freund Petrarcas und Bischof von Monopoli (Apulien).

## Leben
Über Herkunft und Jugend des Dionysius ist wenig bekannt. Er trat in jungen Jahren in seiner Heimat Sansepolcro in ein Kloster der Augustinereremiten ein und studierte Theologie an der Sorbonne in Paris. In Paris befasste er sich auch mit dem Studium klassischer Autoren und mit Astrologie. Um 1317/18 führte er den Titel eines baccalaureus sententiarius. 1324 war er Doktor der Theologie und lehrte bis 1328 an der Sorbonne. Er unternahm dann verschiedene Reisen, auch in diplomatischer Mission. 1329 war er im Auftrag von Kardinal Napoleone Orsini bei einem Prozess der Inquisition gegen die Ghibellinen beteiligt. 1332 hielt er sich in Venedig auf, bevor er sich in Avignon, dem damaligen Sitz der päpstlichen Kurie, niederließ. In Avignon unterrichtete er Theologie und Philosophie bei den dortigen Augustinern.
Ob er Petrarca schon in Paris oder erst in Avignon kennengelernt hat, ist nicht sicher zu belegen.  Mit Petrarca blieb er bis zu seinem Lebensende freundschaftlich verbunden. Dionysius ist der Adressat, an den Petrarca seinen berühmten Brief über die Besteigung des Mont Ventoux gerichtet hat.
1337/38 war Dionysius zurück in Italien. Nach einem Zwischenhalt in Florenz ließ er sich auf Einladung von Robert von Anjou, König von Neapel, in Neapel nieder. Ab 1338 unterrichtete er an der Universität  und hielt Vorlesungen über die antiken Klassiker. Dort zählte auch der junge Boccaccio zu seinen Schülern. Am 17. März 1340 wurde er von Papst Benedikt XII. zum Bischof von Monopoli ernannt.
Dionysius starb am 31. März 1342. Er wurde in der Kirche Sant’Agostino alla Zecca bestattet. Petrarca verfasste in einem an den König adressierten Brief einen Nachruf auf Dionysius, der mit den Worten beginnt: „Flere libet, sed flere vetor ...“